# بحار الأنوار
بحار الأنوار الجامعة لدرر أخبار الأئمة الأطهار المشهور اختصارًا ببحار الأنوار، هو أحد كتب الحديث المشهورة لدى الشيعة الاثنا عشرية ومن كبرى مصادر الحديث عند الشيعة الجعفرية. جَمَعه محمد باقر المجلسي الثاني ( 1037 هـ-1111 هـ ) في زمن الدولة الصفوية. يحتوي على الكثير من الأحاديث، إذ يعد من أكبر كتب الحديث حيث يحتوى على ما بين 70 إلى 100 ألفًا من الأحاديث، وكذلك أكبرهن طباعةً حيث يتكون من 110 مجلدات.

## سبب التأليف
كان محمد باقر المجلسي حريصاً في طلب العلم وحفظ التراث من الضياع حيث كانت الأصول المعتبرة مهجورة، إما لاستيلاء سلاطين المخالفين أو لرواج العلوم الباطلة بين الجهال المدعين للفضل أو لقلة اعتناء جماعة من المتأخرين، فطفق يجمع العلوم من خلال كتاب الله وأخبار أهل البيت.

## طريقة التأليف
كان المجلسي يختار عنوان لكل من المجلدات في المرحلة الأولى ثم يفتح أبواب لكل عنوان ثم يورد تحت كل باب الآيات المتعلقة به مباشرة أو بالاستعانة بالقرائن المناسبة للموضوع. ثم كان يعقب -في مواطن الضرروة- ذلك باقوال المفسرين اللذين يكثر النقل عنهما. في المرحلة الثانية كان يدرج تحت ذلك الاحاديث ذات الصلة بالعنوان نفسه ويذكر أسانيد الروايات باختصار. وأحيانا يكتفي بنقل بعض فقرات الحديث وينقل الحديث كاملا في الباب المناسب له مشيراً أحيانا إلى مصدر الحديث في البحار.

## اعتبار الكتاب
اشار الكثير من العلماء حول اعتبار الكتاب ومكانته، منهم:
- الشيخ آقا بزرك الطهراني: «هو الجامع الذي لم يكتب قبله ولا بعده جامع مثله لاشتماله مع جمع الأخبار على تحقيقات دقيقة وبيانات وشروح لها غالبا لا توجد في غيره».[7]
- روح الله الخميني:«بحار الأنوار يشتمل على أربعمائة كتاب ورسالة؛ ويعد وحده بمثابة مكتبة كاملة».[8]
- العلامة الطباطبائي: «يعدّ بحار الأنوار من ناحية جمع للأخبار والروايات دائرة معارف شيعية، وأن ذوق المؤلف في تبويب الكتاب وتصنيفه يثير الإعجاب ومتابعته للآيات المتعلقة بالابواب والموضوعات تحير العقول».[9]

## الدراسات التي انجزت حول البحار

### المستدركات، والمعاجم والفهارس
- سفينة البحار ومدينة الحكم والآثار، عباس القمي
- مستدرك سفينة البحار تأليف علي النمازي الشاهرودي.

- معالم العِبّر، مستدرك المجلد السابع عشر، للميرزا حسين النوري.

- مستدرك مزار بحار الأنوار، للميرزا حسين النوري.

- رياض الأبرار، مستدرك إجازات بحار الأنوار.

- المعجم‌ المفهرس‌ لألفاظ أحاديث‌ بحار الأنوار.

- المعجم‌ المفهرس‌ لألفاظ أبواب‌ البحار، تأليف كاظم‌ مرادخاني‌.

- المعجم‌ المفهرس‌ لألفاظ أحاديث‌ بحار الأنوار، تأليف علي‌ رضا برازش‌.

- فهرست ما في البحار، للسيد محمد بن أحمد حسين اللاهيجاني.

- درر الأخبار، في فهرست تمام مجلدات بحار الأنوار، للسيد مهدي ‌بن سيد فضل الله الحجازي.

- مصابيح الأنوار، فهرست تمام مجلدات بحار الأنوار، للميرزا محمد بن رجب علي العسكري الطهراني.

### دراسات مقارنة ودليل الموسوعة
- الشافي‌ في‌ الجمع‌ بين‌ البحار والوافي‌، تأليف محمد رضا ابن‌ عبد المطلب‌ التبريزي‌.

- التطبيق‌ بين‌ السفينة والبحار، للسيد جواد‌ مصطفوي‌.

- مفتاح الأبواب لكتاب البحار، تأليف الشيخ جواد الإصفهاني.

- دليل‌ الآيات‌ المفسرة وأسماء السور في‌ أحاديث‌ بحار الأنوار.

- معرفي‌ وروش‌ استفاده‌ از بحار الأنوار [التعريف بطريقة ومنهج المجلسي وطريقة الاستفادة من بحار الأنوار]، تأليف حسن‌ صفري‌ نادري‌.

### التراجم
- ترجمة أول مجلدات البحار، ترجمه إلى الفارسية بعض الاصحاب مصدرا للترجمة باسم شاه زاده سلطان محمد بلند أختر الهندي.

- ترجمة المجلد الثاني من البحار تحت عنوان‌ جامع‌ المعارف‌.

- ترجمة المجلد السادس من البحار، ترجمه إلى الفارسية حبيب الله محسني الطهراني.

- ترجمة المجلد الثامن (كتاب‌ الفتن‌) ترجمه إلى الفارسية المولى محمد نصير بن المولى عبد الله بن المولى محمد تقي المجلسي.

- ترجمة أخرى لنفس الكتاب تحت عنوان «مجاري‌ الانهار في ترجمة ثامن البحار» للمولى محمد مهدي‌ بن‌ محمد شيخ‌ الأسترآبادي‌.

- ترجمة المجلد التاسع‌، لرضي‌ بن‌ محمد نصير بن المولى عبد الله بن المولى محمد تقي المجلسي.

- ترجمه‌ المجلد العاشر، لمير محمد عباس‌ وللميرزا محمد علي‌ المازندراني‌.

- ترجمة‌ حسن‌ هشترودي‌.

- ترجمة‌ المجلد الثالث عشر للميرزا علي أكبر الأرومي‌ وحسن‌ بن‌ محمد ولي‌ الأرومي‌.

- ترجمة المجلد الرابع عشر تحت عنوان‌ «السماء والعالم» لآقا نجفي‌ الاصفهاني‌.

- ترجمة‌ المجلد السابع عشر تحت عنوان «حقايق‌ الأسرار».

### مقتطفات ومختصرات وشروح
- درر البحار، للمولى نور الدين محمد بن مرتضي.
- التعليق على كتاب بحار الأنوار، عبد الأعلى الموسوي السبزواري
- غريب الحديث في بحار الأنوار، حسين الحسيني البيرجندي
- أنوار البحار، لمحمد بن محمد هادي النائيني.
- مناهل الأبرار في تلخيص بحار الأنوار، حسين درگاهي
- تلخيص البحار، للميرزا محمد صادق الشيرازي.
- حديقة الأزهار في تلخيص البحار، للميرزا محمد بن عبد النبي النيشابوري.
- تلخيص الأنوار للمولي محمد تقي المعروف بآقا نجفي أصفهاني.
- مشروع بحار الأنوار، محمد آصف محسني
- تلخيص البحار، للميرزا إبراهيم بن حسين‌ بن غفار الدنبلي الخوئي.
- درر البحار، للمولى محمد تقي بن محمد الخوئي.
- بنادر البحار، لفيض الإسلام.
- منتخب بحار الأنوار لمحمد هادي بن مرتضي الكاشاني.

## طبعاته
طُبِع كتاب بحار الأنوار في 110 مجلد لأول مرة في طهران، ثم طُبِع في مؤسسة دار الكتب الإسلامية، ونُشِر نفس النسخ من قبل مؤسسة دار الإحياء والوفاء.
وطُبِع في 54 مجلد بيروتي و38 مجلد إيراني في الآونة الأخيرة.

## وصلات خارجية
- مشاهدة الكتاب
- قراءة الكتاب
- تحميل الكتاب